# 刺叶柳
刺叶柳（学名：Salix berberifolia）为杨柳科柳属的植物。分布在蒙古、西伯利亚以及中国大陆的新疆等地，生长于海拔2,700米至2,800米的地区，多生长在高山冻原，目前尚未由人工引种栽培。